# الحزب الليبرالي الإصلاحي (المغرب)
الحزب الليبرالي الإصلاحي (بالفرنسية: Parti libéral réformateur)‏ يعرف اختصارًا باسم PLR، هو الحزب السياسي المغربي الليبرالي السابق، نشأ في عام 2002 من قبل محمد علوة. حل الحزب عام 2003.
صاغت لجنة الحزب الليبرالي الإصلاحي في عام 2002 طلب العفو عن جميع المتهمين بارتكاب جرائم اقتصادية في المغرب. في وقت لاحق من العام نفسه، أعلن الحزب مقاطعته للانتخابات التشريعية.